# Фоверне
Фоверне́ (фр. Fauverney) — коммуна во Франции, находится в регионе Бургундия. Департамент коммуны — Кот-д’Ор. Входит в состав кантона Женли. Округ коммуны — Дижон.
Код INSEE коммуны — 21261.

## Население
Население коммуны на 2010 год составляло 684 человека.
| 1962 | 1968 | 1975 | 1982 | 1990 | 1999 | 2010 |
| ---- | ---- | ---- | ---- | ---- | ---- | ---- |
| 468  | 455  | 492  | 539  | 580  | 645  | 684  |

## Экономика
В 2010 году среди 458 человек трудоспособного возраста (15—64 лет) 363 были экономически активными, 95 — неактивными (показатель активности — 79,3 %, в 1999 году было 74,6 %). Из 363 активных жителей работали 339 человек (161 мужчина и 178 женщин), безработных было 24 (10 мужчин и 14 женщин). Среди 95 неактивных 40 человек были учениками или студентами, 39 — пенсионерами, 16 были неактивными по другим причинам.